# Suiza en los Juegos Olímpicos de Tokio 2020
Suiza estuvo representada en los Juegos Olímpicos de Tokio 2020 por un total de 112 deportistas que compitieron en 20 deportes. Responsable del equipo olímpico fue la confederación Swiss Olympic, así como las federaciones deportivas nacionales de cada deporte con participación.
Los portadores de la bandera en la ceremonia de apertura fueron el esgrimidor Max Heinzer y la atleta Mujinga Kambundji.

## Medallistas
El equipo olímpico de Suiza obtuvo las siguientes medallas:
| Nombre                           | Deporte             | Competición               |
| -------------------------------- | ------------------- | ------------------------- |
| Oro                              |                     |                           |
| Jolanda Neff                     | Ciclismo de montaña | Campo a través F          |
| Belinda Bencic                   | Tenis               | Individual F              |
| Nina Christen                    | Tiro                | Rifle 3 posiciones 50 m F |
| Plata                            |                     |                           |
| Mathias Flückiger                | Ciclismo de montaña | Campo a través M          |
| Sina Frei                        | Ciclismo de montaña | Campo a través F          |
| Marlen Reusser                   | Ciclismo en ruta    | Contrarreloj F            |
| Belinda Bencic Viktorija Golubic | Tenis               | Dobles F                  |
| Bronce                           |                     |                           |
| Nikita Ducarroz                  | Ciclismo BMX        | Estilo libre F            |
| Linda Indergand                  | Ciclismo de montaña | Campo a través F          |
| Noè Ponti                        | Natación            | 100 m mariposa M          |
| Jérémy Desplanches               | Natación            | 200 m estilos M           |
| Nina Christen                    | Tiro                | Rifle 10 m F              |
| Anouk Vergé-Dépré Joana Heidrich | Vóley playa         | Torneo F                  |